# محاكمة (فلم 1955)
محاكمة (بالإنجليزية: Trial) فيلم أمريكي صدر عام 1955، من إخراج مارك روبسون ومقتبس عن رواية للكاتب دون مانكيفيتش. نجوم الفيلم هم: غلين فورد، دوروثي ماغواير، آرثر كينيدي وخوانو هيرنانديز. يتحدث الفيلم عن طفل مكسيكي متهم بالإغتصاب والقتل.

## وصلات خارجية
- مقالات تستعمل روابط فنية بلا صلة مع ويكي بيانات